# La rencontre imprévue
Les pèlerins de la Mecque ou La rencontre imprévue Wq. 32 (El encuentro inesperado, o Los peregrinos a la Meca) es una comédie mêlée d'ariettes, una forma de opéra comique, con música de Christoph Willibald Gluck y libreto en francés de Louis Hurtaut Dancourt, basado en la obra teatral de Alain René Lesage y d'Orneval (1726). La muerte de Isabel de Parma, la esposa del archiduque, ocasionó una revisión del texto escrito, minimizando la muerte fingida por la que la princesa Rezia prueba a su amado. La obra se estrenó en esta forma como La rencontre imprévue en el Burgtheater, de Viena el 7 de enero de 1764, y aunque a menudo se repuso como Die Pilger von Mekka,  la versiójn original no se estrenó hasta 1990.
La rencontre imprévue fue adaptada y añadida nueva música por Haydn como L'incontro improvviso (1775) y la reposición en 1780 de la versión de Gluck presumiblemente inspiró la trama de El rapto en el serrallo de Mozart. En 1784 Mozart escribió un conjunto de variaciones para piano (K. 455) sobre el aria de Osmin "Unser dummer Pöbel meint" ("Les hommes pieusement").  En 1887 las variaciones fueron orquestadas por Chaikovski como el movimiento final de su Suite orquestal n.º 4, "Mozartiana".
En las estadísticas de Operabase aparece con sólo 1 representación en el período 2005-2010.